# Херольд (Рейнланд-Пфальц)
Херольд (нем. Herold) — община в Германии, в земле Рейнланд-Пфальц.
Входит в состав района Рейн-Лан. Подчиняется управлению Катценельнбоген. Население составляет 453 человека (на 31 декабря 2010 года). Занимает площадь 4,09 км².